# Hüttenwerk Donawitz

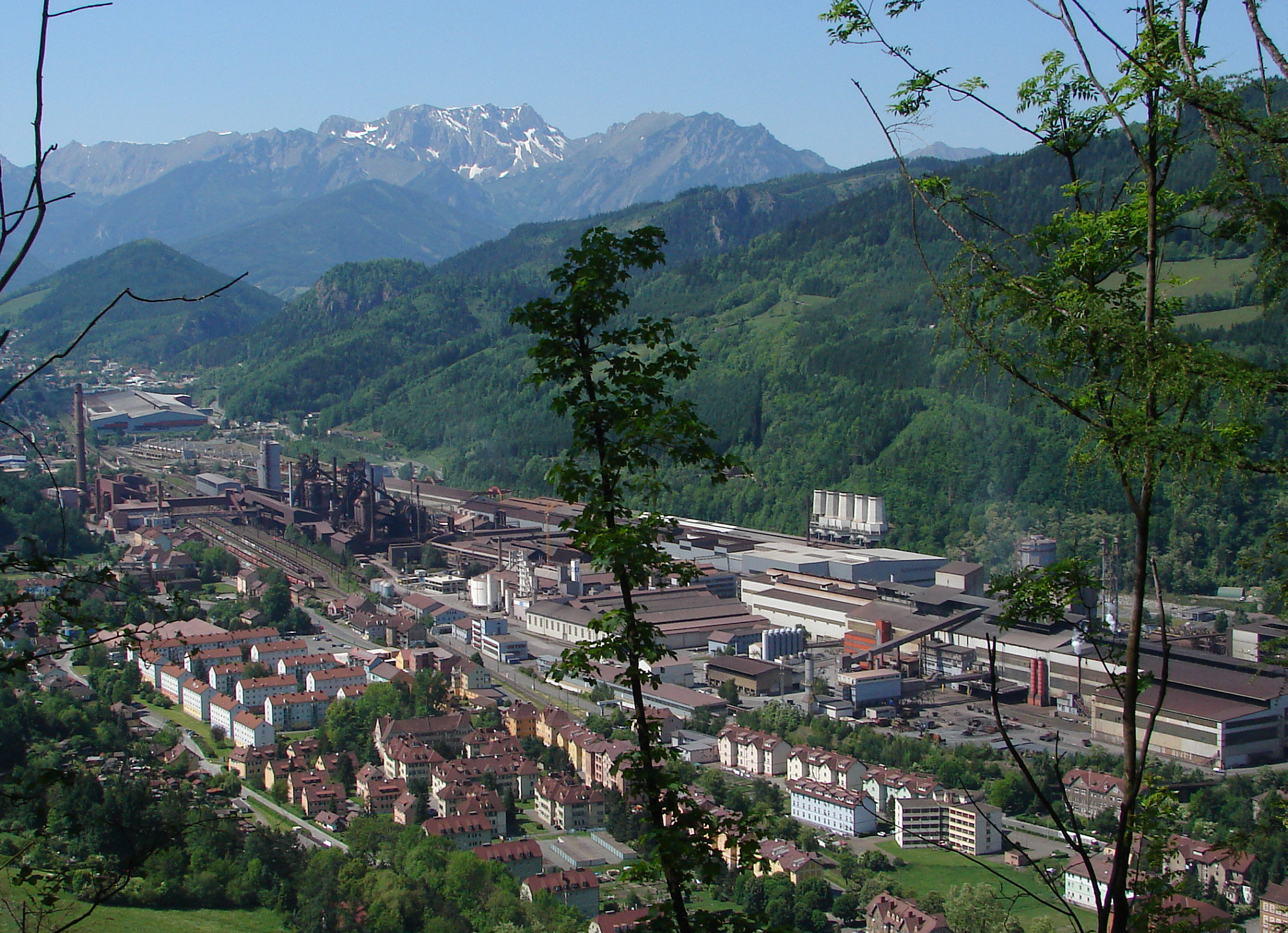
Das seit 1837 bestehende Hüttenwerk der voestalpine in Donawitz (2007)

Das Hüttenwerk Donawitz ist ein Stahlwerk in Donawitz und Sankt Peter-Freienstein bei Leoben in der Obersteiermark. Es ist eine Betriebsstätte der voestalpine-Gruppe und besonders durch die erste Anwendung des Linz-Donawitz-Verfahrens zur Stahlproduktion weltbekannt. Der größere Teil der rund 1,5 Millionen Jahrestonnen umfassenden Stahlproduktion wird zu Eisenbahnschienen verarbeitet, was das Werk zum größten Hersteller von Eisenbahnschienen in Europa macht. Es zählt zu den größten Verursachern von CO2-Emissionen in Österreich.

## Geschichte
Die Ursprünge des heutigen Stahlwerkes in Donawitz gehen auf die urkundlich nachweisbaren Hammerwerke aus dem Jahre 1436 zurück, in denen der Abbau des Erzbergs aufgearbeitet wurde. Eine Erzeugung ist seit 1529 nachweislich.
Die Erzverhüttung in Radwerken war an das Vorhandensein von Wasserkraft gebunden, was auch die Erzeugungsmenge stark begrenzte. Mit dem Einsatz immer leistungsfähigerer Dampfmaschinen war es am Anfang des 19. Jahrhunderts möglich, wesentlich größere Hüttenwerke an verkehrsgünstigen Orten zu errichten. Erste bedeutendere Betriebsstätte hier war ein Drahtzug 1805 und ein Hammerwerk 1809. Daneben entstand 1837 aus dem bisher relativ kleinen Puddlingsstahlwerk die nach ihrem Erbauer Franz Mayr benannte Franzenshütte.
Franz Mayr (II.) von Melnhof erweiterte 1845/46 das Werk durch den Bau der Karolihütte und 1852 durch die Theodorahütte.
1868 erfuhr Donawitz durch den Anschluss an Eisenbahn mittels der Verbindungsbahn zwischen Südbahn und Kronprinz-Rudolfs-Bahn einen starken wirtschaftlichen Aufschwung. Über den Bahnhof Leoben Donawitz konnte die Steinkohle nun in großen Mengen aus Nordmähren herangeschafft werden und die Eisenwaren konnten schneller und günstiger zu den Kunden transportiert werden. 1872 verkaufte Mayr von Melnhof die gesamten Mayr’schen Eisenwerke – rechtzeitig vor dem Preisverfall der Gründerkrise – an die Innerberger Hauptgewerkschaft.
Ab 1878 gab es ein Siemens-Martin-Stahlwerk, das vor dem Ersten Weltkrieg mit 14 Einheiten für je 30 t Einsatz als größte Anlage auf dem Kontinent galt.
1881 entstand die Österreichisch-Alpine Montangesellschaft (OAMG) durch Zusammenschluss mehrerer Hüttenbetriebe in der Steiermark – darunter auch die Innerberger – und Kärnten, mit ihrem Hauptwerk in Donawitz. In den Folgejahren erfuhr das Werk in Donawitz einen umfassenden Ausbau.
1891 wurde der erste Kokshochofen mit 200 t Tagesleistung in Donawitz angeblasen. 1899 folgte der zweite Hochofen mit 250 t und 1905 sowie 1907 der dritte und vierte Hochofen mit je 400 t Tagesleistung. 1911 wurde der nicht mehr zeitgemäße Hochofen I durch einen weiteren 400-t-Ofen ersetzt. Die größte Jahresproduktion der Hochöfen mit ca. 410.000 Tonnen Roheisen wurde 1916 infolge des Rüstungsbedarfs durch den Ersten Weltkrieg erzielt. Zur Weiterverarbeitung entstanden ein Block- und Drahtwalzwerk, eine Träger- und Schienenwalzstrecke sowie Bandwalzstrecken.

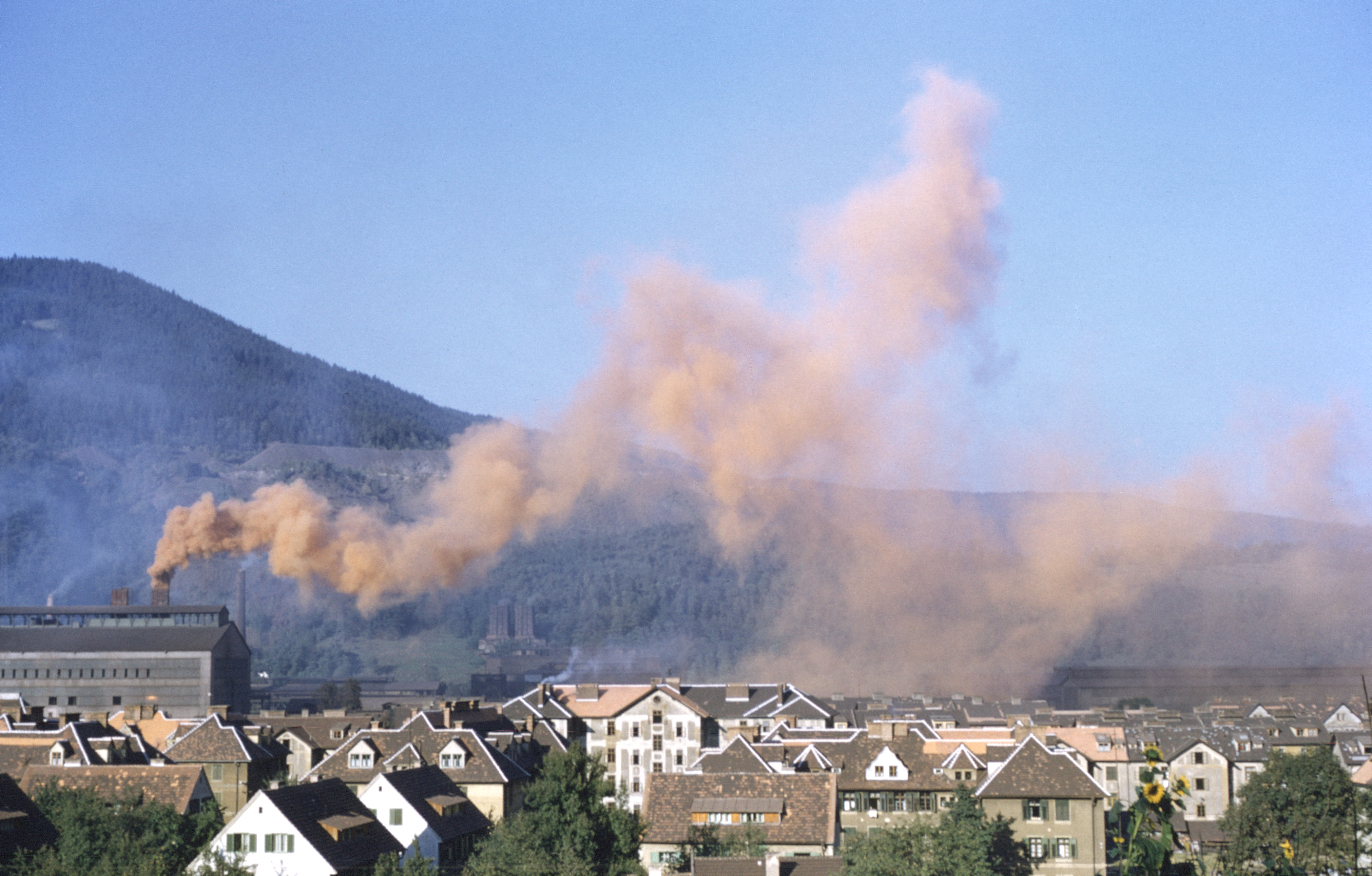
Blick auf das Stahlwerk (1955)

Mit dem Zerfall der Habsburgermonarchie 1918 ging ein großer Teil der Absatzmärkte des Hüttenwerks in Donawitz verloren. Der dadurch verursache Produktionsrückgang wurde durch die Weltwirtschaftskrise weiter verschärft. Nach mehreren Besitzwechseln wurde das Hüttenwerk 1941 Teil der Reichswerke Hermann Göring. Infolge der Ankurbelung der Rüstungsindustrie konnte die Roheisenproduktion 1941 wieder auf ca. 500.000 t gesteigert werden. Durch die Lage der Werksanlagen in einem engen Tal, umgeben von hohen Bergen, blieben Donawitz anders als der Hütte Linz großflächige Bombenangriffe erspart.
Nach Kriegsende im Mai 1945 besetzte die Rote Armee die Obersteiermark und begann sofort mit der Demontage von Betriebsanlagen. Nach Festlegung der alliierten Besatzungszonen kamen Ende Juli 1945 die Briten in die Steiermark und die Sowjets zogen ab. Das Werk wurde verstaatlicht und die Firmenstruktur der ehemaligen ÖAMG im Rahmen des Marshall-Planes wiederhergestellt. 1948 wurde der Österreichische Eisen- und Stahlplan erstellt, der die zukünftigen Entwicklungs- und Ausbaumaßnahmen der beiden großen Hüttenwerke in Linz und Donawitz bestimmte. In Linz (Vereinigte Österreichische Eisen- und Stahlwerke AG - VÖEST) sollte die Erzeugung von Flachprodukten, also Blechen, und in Donawitz die Fertigung von warmgewalzten Profilen, Trägern, Schienen und Draht konzentriert werden.
1973 erfolgte die Fusion der ÖAMG mit der VÖEST zur VOEST-ALPINE AG.

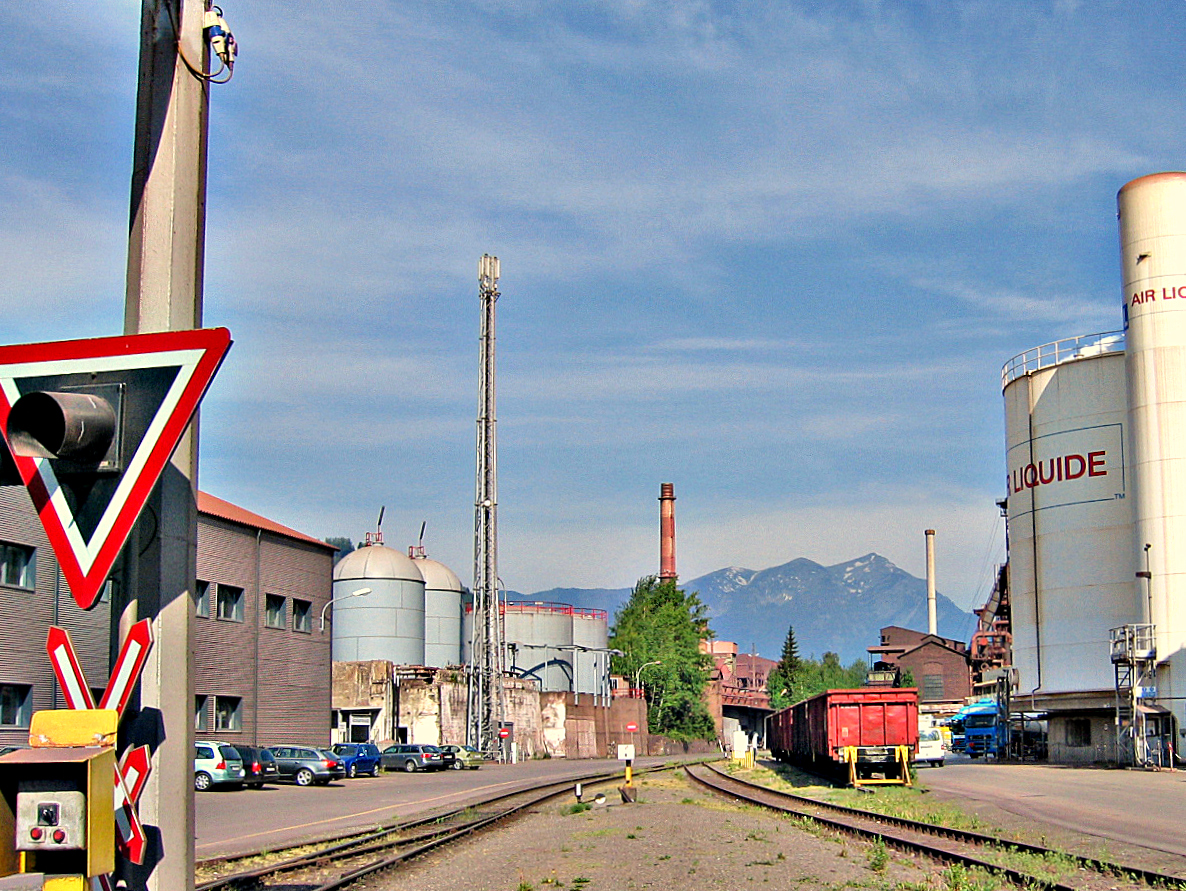
Teilansicht des Hüttenwerks (2008)

1991 wurde der Standort Donawitz in drei Einheiten aufgeteilt, die VOEST-ALPINE STAHL DONAWITZ GmbH für die Hütte, die VOEST-ALPINE SCHIENEN GmbH für die Großwalzanlage und die VOEST-ALPINE AUSTRIA Draht GmbH für das Langzieh- und Drahtwalzwerk. Seit 1999 ist die Energieerzeugung für das Werk in den Energiepark Donawitz (EPD) der STEWEAG-STEG ausgegliedert.

## Unternehmen
Das Betriebsgelände umfasst etwa 21 Hektar. Heute sind in Donawitz drei Unternehmen ansässig:
- voestalpine Stahl Donawitz GmbH[7]
- voestalpine Schienen GmbH[8]
- voestalpine Austria Draht GmbH[9]

Alle drei gehören zur Metal Engineering Division der voestalpine (ehemalige Division Bahnsysteme).
Die Hütte Donawitz wurde bis in jüngste Zeit grundlegend modernisiert und beschäftigt heute rund 2300 Arbeitnehmer (Stand 2009). Insgesamt haben die Betriebe einen Umsatz von über 1 Milliarde Euro und produzieren jährlich 1 Million Tonnen Eisen und Stahlprodukte.
Außerdem betreibt die Stewag-Steg GmbH Kraftwerksanlagen.

## Betriebsstätten

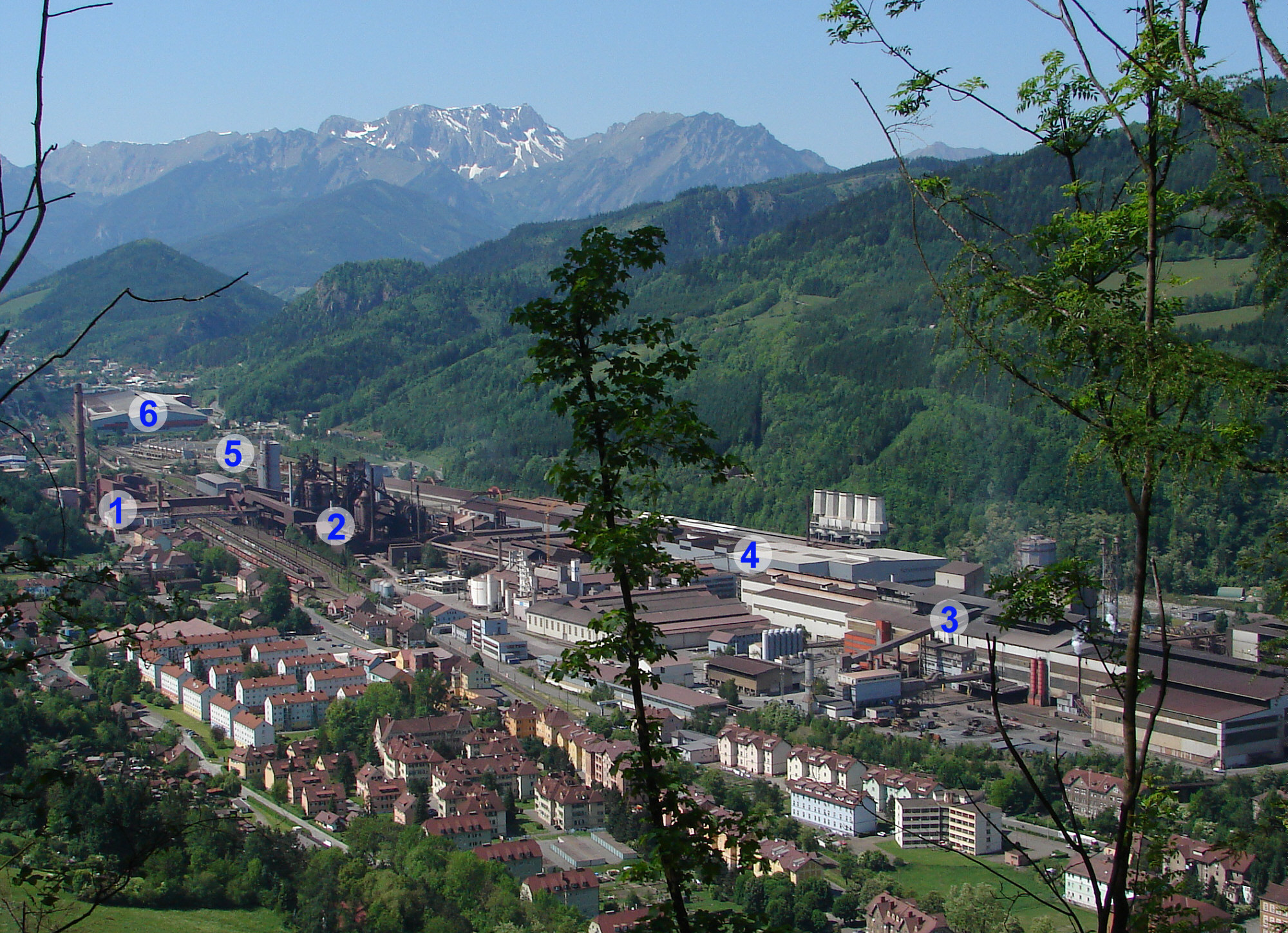
Das Hüttenwerk mit seinen wesentlichen Anlagenteilen:
1. Erzaufbereitung (Sinteranlage) mit 115 Meter hohen Kamin,
2. Hochöfen
3. Stahlwerk
4. Schienenwalzwerk
5. Schienenlager
6. Drahtwalzwerk
(vorne links die Kerpelykolonie, rechts der Fuß des Bärnerkogel)

### Stahlwerk

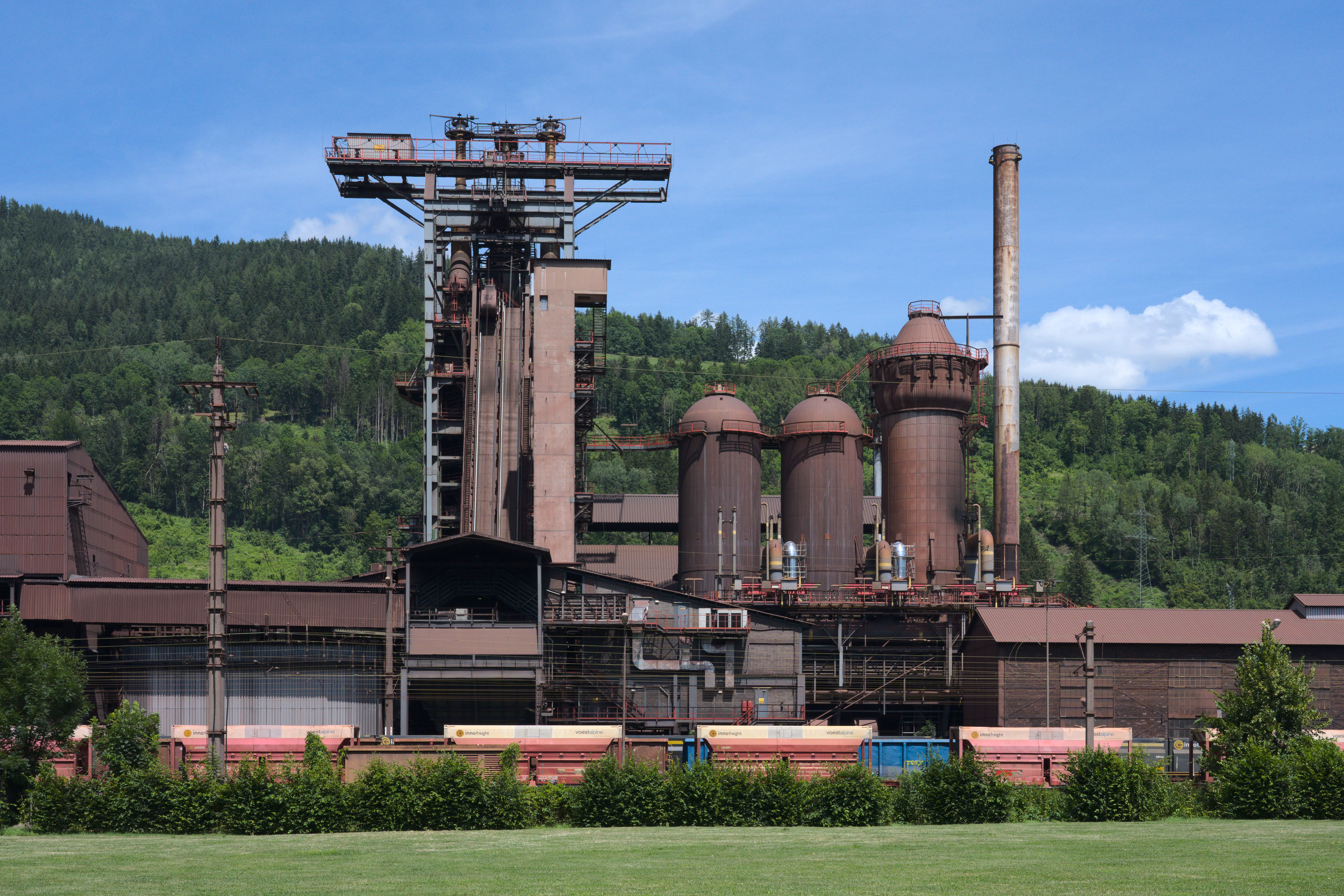
Hochofen 4 in Donawitz

Das LD-Kompaktstahlwerk wurde in der Form, wie es heute noch verwendet wird, im Jahr 2000 erbaut. Seitdem wurden jedoch viele Anlagen auf den neuesten Stand der Technik gebracht.
Das Hüttenwerk selbst besteht grundsätzlich aus einer Sinteranlage, zwei Hochöfen und dem eigentlichen Stahlwerk.
Die voestalpine Donawitz GmbH verfügt - Stand 2024 - über zwei Hochöfen, wovon einer 2027 im Zuge des greentec steel-Stufenplans* (für eine grüne Stahlproduktion) abgebaut wird. Beide Hochöfen produzieren zusammen im Durchschnitt 4000 Tonnen Roheisen/Tag, was in etwa 1,5 Millionen Tonnen Roheisen pro Jahr entspricht. Als Einsatzstoffe gelten Stückerz, Sinter, Pellets und Koks.
Auf der anderen Seite der Gleise (Bahnhof Leoben-Donawitz) liegt die Erzaufbereitung (Sinteranlage): Da nur stückiges Material in den Hochofen eingesetzt werden kann, ist es notwendig, Feinerze zu Sinter zu verarbeiten. Dem Feinerz wird Kalk hinzugefügt, und es erfolgt eine Homogenisierung, welche zur Anreicherung des Eisens dient. Dies hat auch eine Leistungssteigerung des Hochofens zur Folge. Der Kamin der Anlage hat eine Höhe von 115 Metern.
Im Südosten, an der Murtaler Seite, liegt das Stahlwerk für die Stahlerzeugung. Es wurde 1999/2000 als Kompaktstahlwerk umgerüstet.

### LD Konverter
Um aus Roheisen Stahl zu erzeugen, entwickelten voestalpine-Ingenieure aus Linz und Donawitz 1950 das Sauerstoffaufblasverfahren (Frischen). Dieses Verfahren, heute LD-Verfahren genannt, ist heute die am weitesten verbreitete Technologie zur Stahlerzeugung. Der Standort Donawitz verfügt über zwei LD-Konverter mit einem Fassungsvermögen von je 67 t. Das Werk arbeitet nach einem umweltfreundlichen zero-waste-Konzept: Das beim Einblasen des Sauerstoffs entstehende Tiegelgas wird im Energiepark Donawitz verwertet.

### Stranggussanlage
Zwei Stranggussanlagen gießen den flüssigen Stahl zum sogenannten Vormaterial - Vorblöcke im Rund- (bis 230 mm Durchmesser) oder Rechteckformat (bis 330 × 440 mm). Dieses Vormaterial (auch Bloom genannt) ist die Basis für Nahtlosrohre, Premium-Schienen und -Draht. Die Blooms werden nach dem Gießvorgang mithilfe von Autogenschneidbrennern auf die erforderliche Länge zugeschnitten. Jährlich werden hier rund 1.300.000 t produziert.

### Knüppelwalzwerk
Hier werden die Vorblöcke in einem Hubbalkenofen wiedererwärmt, mit einer Presswasserhochdruck-Entzunderungsmaschine von Gusszunder gereinigt und auf die für die Weiterverarbeitung erforderlichen Maße gewalzt. Weiters stehen zwei automatische Hochdruckschleifmaschinen für die Oberflächenbehandlung und eine Trennmaschine zur Verfügung (Halbzeug-Adjustage).

### Schienenwalzwerk
An der linken Talseite, zur Donawitzer Straße (B115a) hin, steht seit Beginn des zwanzigsten Jahrhunderts das Schienenwalzwerk: Hier wird das zuvor in der Stranggussanlage erzeugte Halbzeug zu Schienen unterschiedlichen Profils verarbeitet. Die Länge hängt hierbei von den Kundenwünschen ab, wobei diese bis zu 120 Meter betragen kann. Folgende Schritte durchläuft das Material, bis es schlussendlich zur fertigen Schiene wird:
- Vorblocklager, Warmhaltegruben: Hier wird das Vormaterial so lange gelagert, bis es verarbeitet werden kann.
- Hubbalkenofen: In dieser Anlage erfolgt die Erwärmung des Vormaterials auf Walztemperatur (ca. 1250 °C). Dieser Vorgang dauert ca. 3 Stunden.
- Profilvorstraße (BDM, Breakdown Mill): Die im Hubbalkenofen aufgeheizten Vorblöcke werden hier in 9 – 13 Stichen vollautomatisch auf den richtigen Querschnitt für den nächsten Schritt gewalzt.
- Profilfertigstraße (UFR, Ultra-Flexible Rail Mill): Hier wird das fertige Schienenprofil in 5 – 8 Stichen auf die Schienen gewalzt, welche daraufhin noch gekennzeichnet werden.
- Hubbalkenkühlbett mit Kopfhärteeinrichtung: Hier werden die Schienen mit maximal 125 Metern Warmlänge „geschopft“ (wobei am Anfang und Ende je 2,5 Meter abgeschnitten werden). Das Alleinstellungsmerkmal der voestalpine ist hierbei die optionale Kopfhärtung der Schienen, wobei auch hier Längen bis 120 Meter unterstützt werden.
- Adjustage: Die zerstörungsfreie Prüfung ist ein wichtiger Bestandteil der Qualitätssicherung, um das bestmögliche Produkt herstellen zu können. Sollten minimale Nacharbeiten benötigt werden, wird auch dies hier durchgeführt.
- Langschienenlager: Seit 1994 gibt es am Standort ein eigenes Langschienenlager, welches vollautomatisch die Lagerung der Schienen verwaltet. Ein besonderes Augenmerk liegt auf dem fachgerechten Handling und der Lagerung. Es können ca. 6000 Tonnen gelagert werden. 2002 wurde ein zweites Langschienenlager eröffnet, welches über ca. 9000 Tonnen Lagerkapazität verfügt.

Die Schienen werden weltweit exportiert, die Exportquote beträgt 80 %.
Ultralange Schienen sind besonders für Hochgeschwindigkeitstrassen notwendig.

### Drahtwalzwerk
Nördlich anschließend, schon auf St.-Peter-Freiensteiner Gemeindegebiet, liegt das Drahtwalzwerk: Hier werden Walzdrähte in Durchmessern von 5–60 mm im Ausmaß von etwa 550.000 t/a produziert.
Das Drahtwalzwerk wurde 2016 komplett erneuert und ist seither das modernste seiner Art. Die Produktion geht zu 85 % in den Export (Europäische Union und Übersee), insbesondere für die Automobilindustrie, Maschinenbau und Befestigungstechnik.

### GrüneStahlproduktion
Mit greentec steel wurde bei voestalpine ein ambitionierter Stufenplan für eine grüne Stahlproduktion entwickelt. Im ersten Schritt des Stufenplans wird je ein grünstrombetriebener Elektrolichtbogenofen in Linz und Donawitz errichtet. So kann ab 2027 jährlich ca. 2,5 Mio. Tonnen CO2-reduzierten Stahl produziert werden, davon 1,6 Mio. Tonnen in Linz und 850.000 Tonnen in Donawitz. Ab 2030 ist die weitere Ablöse von je einem Hochofen in Linz und Donawitz geplant.

### Energiepark Donawitz
1999 gliederte voestalpine die Energieerzeugung aus und es entstand der Energiepark Donawitz (EPD), der eine Tochter der Energie Steiermark ist.
Es handelt sich um einen Kombikessel mit Gichtgasverwertung, einer Gasturbinen-Abhitzekesselanlage (GuD-Anlage) mit Tiegelgasverwertung sowie erdgasbetriebenen Heißdampferzeugern und Hilfskesseln.
- Kombikessel mit Heißdampferzeuger: 104 MW
- zwei Fremdüberhitzer gesamt 5,5 MW
- zwei HOVAL je 19,3 MW

Neben dem Hüttenwerk selbst versorgt das Kraftwerk einige weitere Betriebe und die Stadt Leoben mit Fernwärme.
Die Hochöfen des Stahlwerks werden aber, wie das notwendig ist, hauptsächlich mit Koks befeuert.

### Wasserversorgung und Werkskläranlage

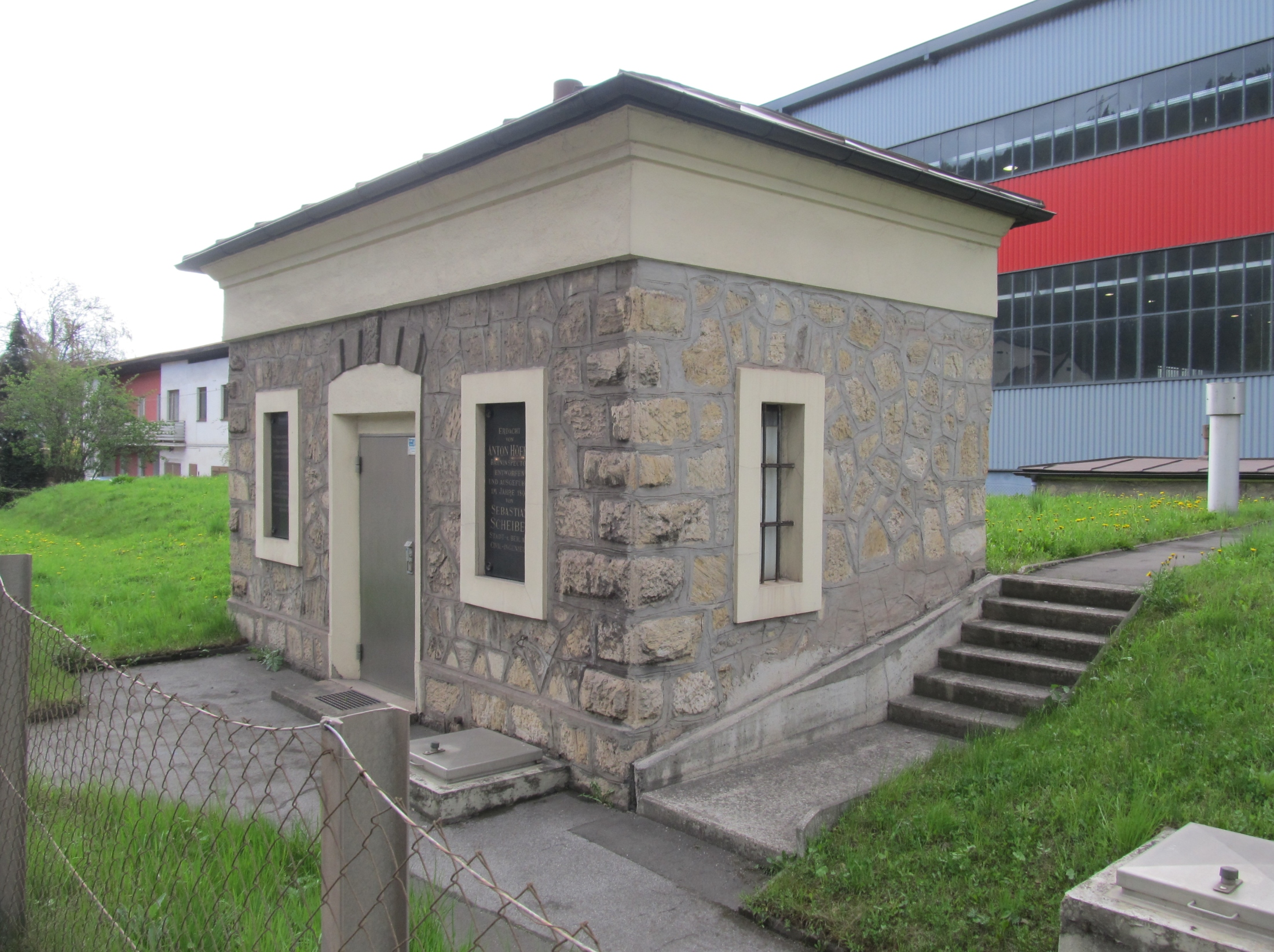
Denkmalgeschütztes Wasserreservoir

Seit 2010 wird ein großer Teil der Wasserversorgung der Mur entnommen, da man somit nicht mehr nur auf den Vordernbergerbach angewiesen ist. Weitere 650.000 m³/a Trinkwasser werden mit einem Querfilterbrunnen entnommen (Wasserreservoir Donawitz, Zugangsgebäude steht unter Denkmalschutz). Die Wasserkreisläufe im Werk wurden in den letzten Jahren weitgehend geschlossen.
Ganz im Osten des Areals liegt die zentrale Kläranlage des Werks. Sie wurde 1982 errichtet, hat eine Tageskapazität von 172.800 m³, und speist das Wasser wieder in den Vordernbergerbach zurück. Besonderen Aufwand erfordert die Abkühlung der Kühlwässer, teilweise werden sie auch für die Prozesse rückgewonnen.

### Halde Donawitz
Nordwestlich oberhalb, am Südhang des Bärnerkogels, befindet sich eine Halde, die sich in Richtung Osten bis zum ehemaligen Bergbaugebiet Münzgraben erstreckt. Sie wird seit über 100 Jahren genutzt.
1995 wurde eine Deponie nach Stand der Technik für die Hüttenabfälle eingerichtet. Es fallen jährlich rund 400.000 Tonnen nicht gefährliche Abfälle und Altstoffe an, alleine etwa 300.000 t Hochofenschlacke, sonst auch Stäube aus der Gießhallen- und der Gichtgasentstaubung, Gichtschlämme und Hüttenschutt.
Die Altdeponie enthält um die 20 Millionen Kubikmeter und wird in den letzten Jahren mit Unterstützung aus dem Altlastensanierungsfonds im Ausmaß von bisher rund 2,5 Millionen Euro sukzessive saniert.